# Бордуляк, Тимофей Игнатьевич
Тимофей Игнатьевич Бордуляк (2 февраля 1863, Бордуляки — 16 октября 1936, Великий Ходачков) — украинский писатель, священник УГКЦ.

## Биография
Родился в селе Бордуляки Бродовского уезда на Львовщине в крестьянской семье. Начальное образование получил в селе Станиславчик. Впоследствии учился в единственной в то время в Галичине Львовской украинской гимназии и на богословском факультете Львовского университета, после окончания которого был священником и учителем в селах Западной Украины, — Утиховичах Перемышлянского уезда, заставке Подгаецкого уезда Городище (ныне Зборовского района Тернопольской области), Большой Ходачков (ныне Козивского района Тернопольской области). Принимал активное участие в деятельности «Просвиты», общественной жизни. Организовал начальные школы с украинским языком обучения в селах Носовке и Городище. Знал свыше 10 языков, среди них — греческий, латынь, русский, польский, немецкий, французский, итальянский, венгерский. Имел большой авторитет среди простого народа и священства. Был избран Ординаторская школьным комиссаром, мистодеканом Козливской деканата, советником Митрополии Консистории. Во время Голодомора 1932-33 годов на Востоке Украины вместе с Иванной Блажкевич организовал сбор зерна в помощь голодающим.
Жена — Антонина Косович из известного в Галичине рода священнослужителей. У супругов было четверо детей — Тит, Наталья, Виктор, Мария. Семья часто испытывала материальные трудности, из-за чего была вынуждена заниматься домашним хозяйством. Это привело к длительному перерыву в литературной деятельности о. Тимофея.
Умер Тимофей Игнатьевич 16 октября 1936 в селе Великий Ходачков на Тернопольщине.

## Творчество
Литературную работу о. Тимофей начал в 1887 г., напечатав в журнале «Заря» стихотворение «Русалка». Также он переводил на украинский язык произведения Гейне, Тургенева, Достоевского, т.. Впоследствии выступил с собственными новелламы и рассказами. В 1899 г. в Киеве вышел сборник рассказов писателя «Ближние». В 1903 г. Произведения писателя печатались в журналах «Дело» (Львов), «Подольское слово» (Тернополь), «Календарь Просвиты», «Литературно-научный вестник», «Товарищ» (Черновцы). В 1903 г. в Киеве издана книга «Рассказы из галицкой жизни», в которой перепечатана большинство произведений первого сборника. После писатель опубликовал в периодических изданиях еще семь произведений («Юра», «Передновок», «Прохор Чиж» и др.).. Сборники рассказов Т. Бордуляка издававшихся чаще на Востоке Украины — Киеве, Полтаве, Харькове, Черкассах. 1953 года в Львове был издан сборник «Избранные рассказы». 1958 года в издательстве «Художественная литература» вышел сборник «Тимофей Бордуляк. Рассказы».
Творчество Тимофея Бордуляка полна гуманизма, любви и уважения к людям, в ней правдиво показано тяжелые условия жизни сельской бедноты и высокие моральные качества простых людей («Дай, Боже, здоровья корове», «Мать», «Дед Макар»), эмиграцию галицких крестьян в Америку и лишения их за океаном («Вот куда мы пойдем, милая!», «Бузьки», «Иван Бразилиець»). Трагические события 1-й мировой войны нашли отражение в новеллах «Татары» и «Батюшка Спиридион».
Писатель поддерживал постоянные контакты с Иваном Франко, Осипом Маковеем, Демьяном Гладилович, Иваном Белеем, Михаилом Коцюбинским, Григорием Величко, Владимир Лукич, Василием Стефаником, Андреем Чайковским, Богданом Лепким, Василием Щуратом, Иванной Блажкевич, Владимиром Радзикевичем, Осипом Назаруком, и другими.
Творчество Бордуляка высоко ценили Иван Франко, Павел Грабовский, Осип Маковей, Леся Украинка.

## Произведения
- Дай бог, здоровья корове
- Дед Макар
- Первый раз
- Бестолковый
- Иван бразилец
- Бузьки
- Вот куда мы пойдем, милая …
- Одинокая нивка
- Прерванный забастовку
- Федь Триндик
- Весть
- Предновье
- Прохор Чиж
- Ювилянт
- Варенька
- Общественный писарь с Прунькова
- Обжинки
- Татары
- Батюшка Спиридион

### Книги
- Ближние. Львов, 1899
- Рассказ из галицкой жизни. Киев, 1903
- Рассказ. К., 1927
- Избранные произведения. К., 1930
- Избранные рассказы. Львов, 1953 [вступление, статья В. Лесика]
- Сочинения. К., 1958 [вступление, статья А. Засенко]